# Decatropis
Decatropis é um género botânico pertencente à família Rutaceae.